# Conny Wassmuth
Conny Wasmuth (tyska: Conny Waßmuth), född 13 april 1983 i Halle an der Saale i Tyskland, är en tysk kanotist.
Hon tog OS-guld i K4 500 meter i samband med de olympiska kanottävlingarna 2008 i Peking.